# Grohman Narrows Provincial Park
Der Grohman Narrows Provincial Park ist ein nur rund 10 Hektar (ha) großer Provincial Park in der kanadischen Provinz British Columbia. Der Park liegt im südlichen Bereich des British Columbia Interior, im Regional District of Central Kootenay. Mit seiner Größe gehört zu der Gruppe von nur rund 5 % der Provincial Parks in British Columbia, die eine Fläche von 10 ha oder weniger haben.

## Anlage
Der Park liegt am Südufer des Kootenay River bzw. Teile des Parks umfassen eine Insel im Fluss. Der Park liegt etwa 5 km westlich von Nelson am Highway 3A.

## Flora und Fauna
Mit dem Biogeoclimatic Ecological Classification (BEC) Zoning System wird das Ökosystem von British Columbia in verschiedene biogeoklimatische Zonen eingeteilt. Biogeoklimatische Zonen zeichnen sich durch ein grundsätzlich identisches oder sehr ähnliches Klima sowie gleiche oder sehr ähnliche biologische und geologische Voraussetzungen aus. Daraus resultiert in den jeweiligen Zonen dann grundsätzlich auch ein sehr ähnlicher Bestand an Pflanzen und Tieren. Innerhalb dieser Systematik wird der Park der Interior Cedar—Hemlock zugeordnet.

## Geschichte
Bei dem Park, der am 21. Mai 1981 eingerichtet wurde, handelt es sich um ein Schutzgebiet der Kategorie III (Naturdenkmal). Seit seiner Einrichtung wurden sowohl sein Status wie auch seine Größe verändert.
Wie bei allen Provinzparks in British Columbia gilt auch für diesen, dass er lange bevor die Gegend von europäischen Einwanderern besiedelt oder sie Teil eines Parks wurde Jagd- und Siedlungsgebiet verschiedener Stämme der First Nations, hier der Ktunaxa, war. Archäologische Funde wurden im Park bisher jedoch nicht dokumentiert.

## Tourismus
Der Park verfügt über keine touristische Infrastruktur.